# Navegación de recreo

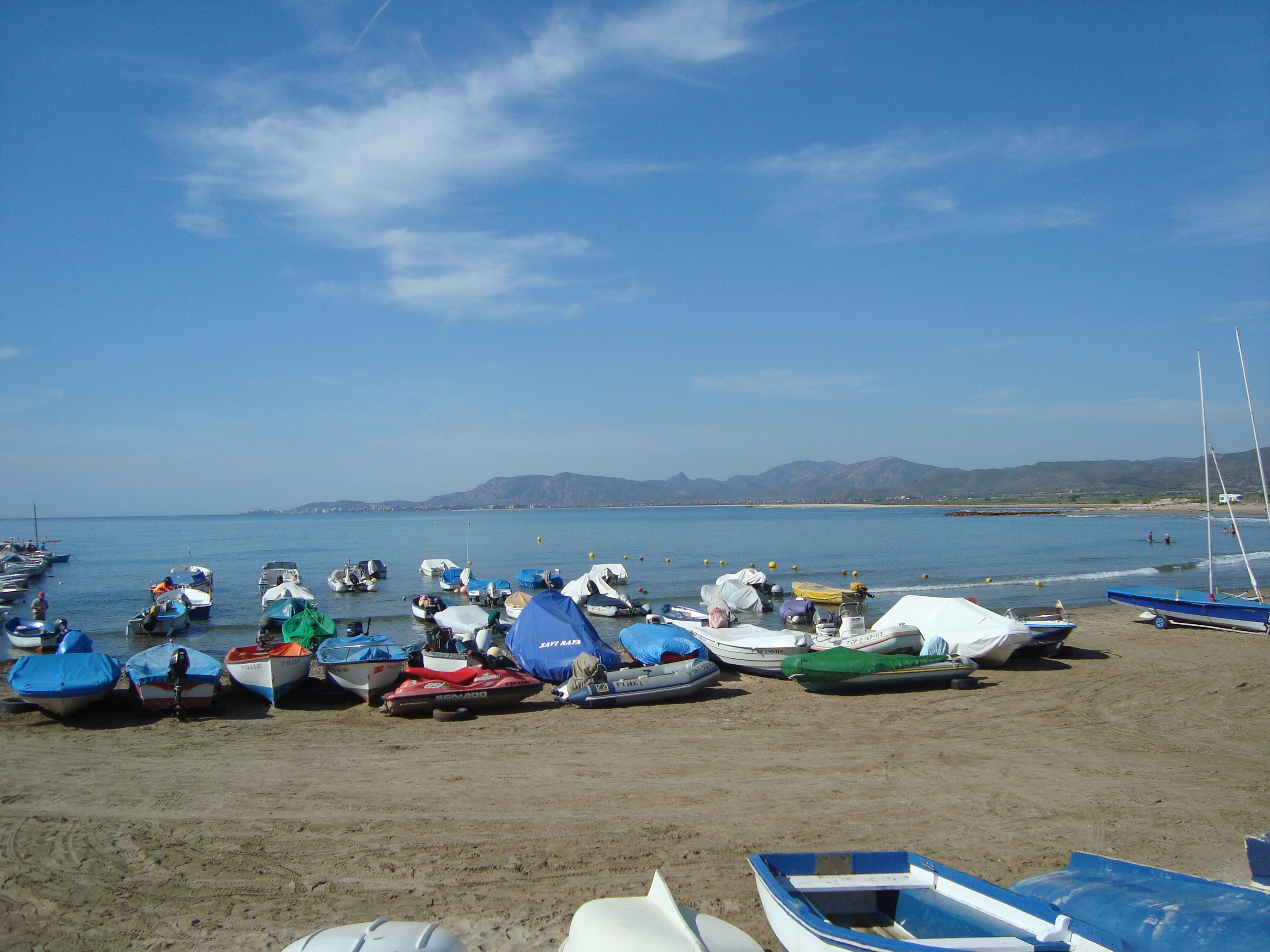
Barcas de recreo varadas en la playa de Torrenostra.

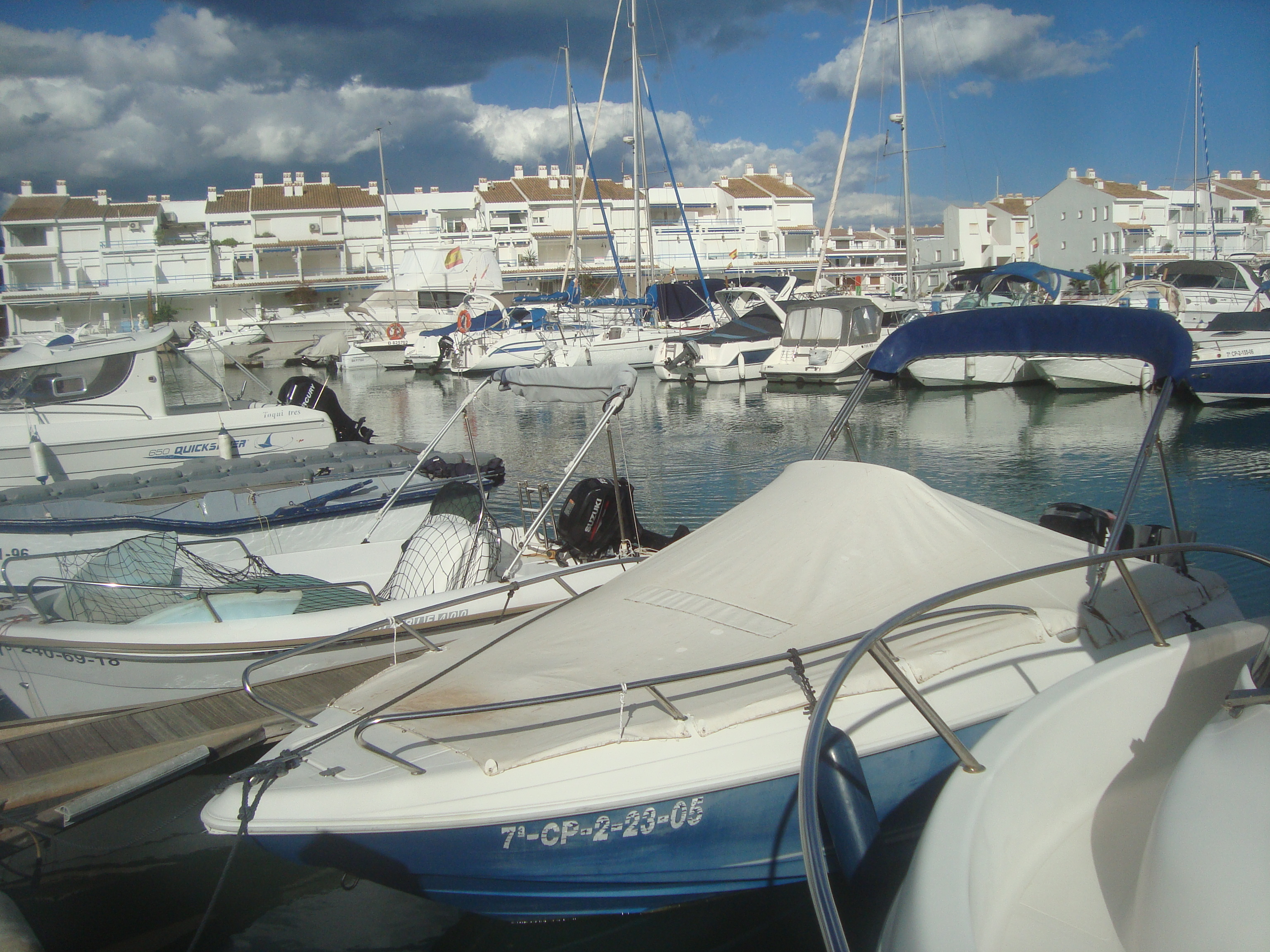
Embarcaciones de recreo amarradas en el puerto deportivo de Alcossebre.

Por navegación de recreo o navegación deportiva (también marina de recreo o marina deportiva) se entiende aquella navegación marítima o navegación interior en una embarcación de recreo cuyo objeto exclusivo sea el recreo, la práctica del deporte o la pesca no profesional, por el propietario de la embarcación o por otras personas que puedan utilizarla, mediante arrendamiento, contrato de pasaje, cesión o por cualquier otro título. Puede realizarse mediante cualquier tipo de propulsión, como a vela, a motor o a remo.
La habilitación para el gobierno de una embarcación de recreo está regulada por cada país, pudiendo llevar aparejada la disposición de una titulación náutica de recreo.

## Países

### España

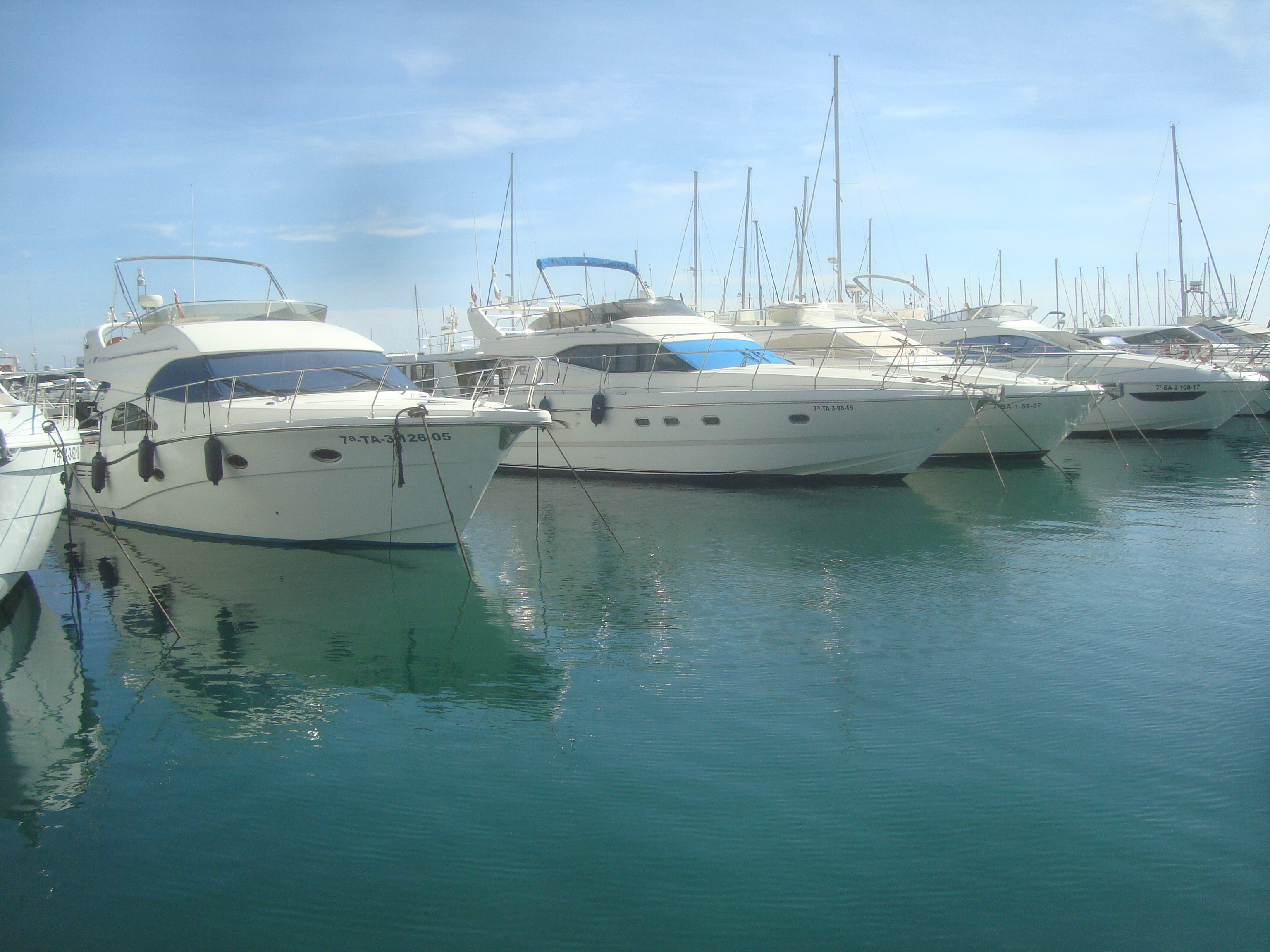
Embarcaciones de recreo amarradas en el puerto deportivo de Cambrils.

En España, las condiciones que regulan las titulaciones náuticas de embarcaciones de recreo pertenecen a la Dirección General de la Marina Mercante (DGMM), dependiente del Ministerio de Fomento.
Existen embarcaciones neumáticas y semirrígidas prohibidas por el Real Decreto-ley 16/2018, de 26 de octubre, por el que se adoptan determinadas medidas de lucha contra el tráfico ilícito de personas y mercancías en relación con las embarcaciones utilizadas.